# 藤井祐眞
藤井 祐眞 （ふじい ゆうま、1991年〈平成3年〉12月23日 - ）は、日本のプロバスケットボール選手。島根県松江市出身。ポジションはポイントガード/シューティングガード。B.LEAGUE・群馬クレインサンダーズに所属している。

## 来歴
10歳でバスケを始め、松江市立湖東中学校に進学。
3年のときに全国中学生大会（高知全中）に出場。決勝トーナメント1回戦で、その後優勝する木屋瀬（福岡）に敗退するも、藤井は3Pシュート4本を含む30得点（両チームを通じて最高得点）を挙げる活躍を見せた。
高校は藤枝明誠高等学校に進学。高校1年よりインターハイとウインターカップに連続出場。2年時のウインターカップ2008では、2回戦の海部戦で北原憲彦（明大中野）が持つ「個人最多得点記録」を更新する79得点を記録。3年時のインターハイでは母校をメインコートに導いた。
高校卒業後、拓殖大学に進学し1年よりインカレ出場。大学4年の2013年、ロシア・カザンで開催された夏季ユニバーシアードで日本代表の主将に選ばれる。
2014年、当時のNBL・東芝ブレイブサンダース神奈川（現在のBリーグ・川崎ブレイブサンダース）に加入。同年7月のゼビオチャレンジカップに出場するヤングジャパンにも選出され、大学時代の恩師でもある池内泰明ヘッドコーチより主将を任される。
2015年、NBLオールスターゲーム2014-2015に「NBL/NBDL U-24選抜」として出場。同年7月、韓国・光州で開催された夏季ユニバーシアードの日本代表に選出。
2016年、ウィリアム・ジョーンズカップ日本代表に選出。
2018年、「B.LEAGUE AWARD SHOW 2017-18」において、Bリーグ 2017-18シーズンの「ベスト6thマン賞」を受賞。
2020年、「B.LEAGUE AWARD SHOW 2019-20」において、Bリーグ 2019-20シーズンの「レギュラーシーズン ベストファイブ」「ベスト6thマン賞」「ベストディフェンダー賞」を受賞。
2021年、「B.LEAGUE AWARD SHOW 2020-21」において、Bリーグ 2020-21シーズンの「レギュラーシーズン ベストファイブ」「ベストディフェンダー賞」「ベストタフショット賞」を受賞。
同年に開催された第96回天皇杯にて所属チームの川崎ブレイブサンダースが7年ぶり4回目の優勝。藤井も初めて大会ベスト5に選出される。
プレー面で一番大切にしているのは「常にアグレッシブにプレーすること、コートに出たら120％の力を発揮するように意識していますね。」昨シーズンまでキャプテンを務めた篠山竜青からバトンを受け継ぎ、2021-22シーズンの川崎ブレイブサンダース新キャプテンに。「竜青さんのようなキャプテンになることはできませんが、僕なりのキャプテンシーを発揮してチームを引っ張っていきたいと思います」と述べた。
2022年、「B.LEAGUE AWARD SHOW 2021-22」において、Bリーグ 2021-22シーズンの「レギュラーシーズン最優秀選手（MVP）」「レギュラーシーズン ベストファイブ」「ベストディフェンダー賞」を受賞した。
2024年、ニック・ファジーカスのラストシーズンとして臨んだBリーグ 2023-24シーズンで、チームはチャンピオンシップ出場を逃した。同年6月12日、シーズン中にホームゲームでアシスタントMCを担当していたグラビアアイドルと不倫していたことを報道され、SNS上で謝罪コメントを発表した。
2024年9月7日、群馬クレインサンダーズへの移籍が発表され、それに際しての入団会見では「優勝しか見てない。経験を生かして勝利に貢献したい。」と語った。同年9月23日、新シーズン開幕前に実現した川崎ブレイブサンダースとの古巣対戦に臨み、3ポイントシュート4本成功を含む19得点5アシストを記録して99-83の快勝による3次ラウンドへの進出に貢献した一方、古巣への恩返しとして「ブーイングをされるくらいの活躍をしたい」と語った。
2025年、1月29日にBリーグ 2024-25シーズンB1第19節・越谷アルファーズ戦にて史上3人目となるB1通算2000アシストを達成、3月12日に第24節・宇都宮ブレックス戦にて史上7人目となるB1通算3ポイントシュート800本を成功、4月6日に第29節・茨城ロボッツ戦にて史上初のB1個人通算500試合出場を達成、と立て続けに成績を上げる。 

## 日本代表歴
- U-24日本代表
  - 第27回夏季ユニバーシアード競技大会（2013年）
  - 第28回夏季ユニバーシアード競技大会（2015年）
- 日本代表
  - 第38回ウィリアム・ジョーンズカップ（2016年）
  - 2023年FIBAワールドカップ予選（2021年）

## 個人成績

### NBL
| シーズン    | チーム     | GP | GS | MPG  | FG%  | 3P%  | FT%  | RPG | APG | SPG | BPG | TO  | PPG |
| ----------- | ---------- | -- | -- | ---- | ---- | ---- | ---- | --- | --- | --- | --- | --- | --- |
| NBL 2014-15 | 東芝神奈川 | 52 | 31 | 20.8 | .409 | .415 | .779 | 2.0 | 2.1 | 1.2 | 0.1 | 1.0 | 6.1 |
| NBL 2015-16 | 東芝神奈川 | 54 | 6  | 17.9 | .390 | .357 | .763 | 1.6 | 2.2 | 1.0 | 0.1 | 1.1 | 4.3 |

### Bリーグ

#### レギュラーシーズン
| シーズン   | チーム | GP | GS | MPG  | FG%  | 3P%  | FT%  | RPG | APG | SPG | BPG | TO  | PPG  |
| ---------- | ------ | -- | -- | ---- | ---- | ---- | ---- | --- | --- | --- | --- | --- | ---- |
| B1 2016-17 | 川崎   | 60 | 0  | 21.5 | .407 | .398 | .811 | 2.8 | 2.5 | 0.8 | 0.2 | 1.0 | 7.8  |
| B1 2017-18 | 川崎   | 60 | 11 | 23.4 | .400 | .332 | .821 | 2.4 | 3.5 | 1.0 | 0.1 | 1.3 | 8.6  |
| B1 2018-19 | 川崎   | 60 | 26 | 26.1 | .431 | .356 | .828 | 2.2 | 4.0 | 1.4 | 0.1 | 1.4 | 8.9  |
| B1 2019-20 | 川崎   | 39 | 19 | 23.1 | .449 | .359 | .860 | 2.5 | 5.0 | 1.2 | 0.1 | 1.6 | 12.1 |
| B1 2020-21 | 川崎   | 59 | 33 | 21.3 | .433 | .354 | .844 | 1.9 | 4.2 | 1.1 | 0.1 | 1.5 | 10.5 |

#### ポストシーズン
| シーズン   | チーム | GP | GS | MPG  | FG%  | 3P%  | FT%  | RPG | APG | SPG | BPG | TO  | PPG  |
| ---------- | ------ | -- | -- | ---- | ---- | ---- | ---- | --- | --- | --- | --- | --- | ---- |
| CS 2016-17 | 川崎   | 6  | 0  | 17.2 | .375 | .231 | .400 | 1.5 | 1.8 | 0.5 | 0.0 | 0.8 | 4.8  |
| CS 2017-18 | 川崎   | 3  | 2  | 21.5 | .273 | .222 | .583 | 3.0 | 2.0 | 1.3 | 0.0 | 2.0 | 7.0  |
| CS 2018-19 | 川崎   | 2  | 2  | 29.0 | .417 | .500 | .846 | 0.5 | 2.0 | 1.0 | 0.0 | 2.5 | 11.5 |
| CS 2020-21 | 川崎   | 4  | 4  | 24.4 | .424 | .313 | 1    | 2.5 | 4.0 | 0.3 | 0   | 2.8 | 11.0 |